# Patía (Cauca)
Patía ist eine Gemeinde (municipio) im Departamento Cauca in Kolumbien. Der Hauptort (cabecera municipal) von Patía ist El Bordo.

## Geographie
Cajibío liegt in der Provincia del Sur in Cauca auf einer Höhe von 910 m ü. NN, 85 km von Popayán entfernt. Das Gebiet der Gemeinde wird vom Fluss Patía durchzogen. Die Gemeinde grenzt im Osten an La Sierra und Bolívar, im Westen an Argelia und Balboa, im Norden an El Tambo und La Sierra und im Süden an Sucre und Mercaderes.

## Bevölkerung
Die Gemeinde Patía hat 37.504 Einwohner, von denen 14.194 im Hauptort El Bordo leben (Stand: 2019).

## Geschichte
Auf dem Gebiet der heutigen Gemeinde lebte vor der Ankunft der Spanier das indigene Volk der Patías, das in der Kolonialzeit komplett ausgerottet wurde. Die erste Siedlung des Patía-Tals wurde 1749 unter dem Namen San Miguel de Patía gegründet. Der heutige Hauptort El Bordo wurde 1824 vom spanischen Mönch José María Chacón y Sánchez gegründet. Seit 1907 hat Patía den Status einer Gemeinde.

## Wirtschaft
Die wichtigsten Wirtschaftszweige von Patía sind Landwirtschaft und Rinderproduktion. Insbesondere werden Kaffee, Mais, Zuckerrohr für Panela, Obst und Gemüse angebaut. Bei 90 % der Landwirte handelt es sich um Kleinbauern.